# Hani Al-Dhabit
Hani Al-Dhabit (arabe : هاني الضابط) (né le 15 octobre 1979 à Salalah à Oman) est un joueur de football et de beach soccer omanais.
Il est international pour l'équipe omanaise entre 1997 et 2008 (il en est le capitaine en 2002 et 2003). Il est connu pour sa saison internationale 2001-02, durant laquelle il finit meilleur buteur mondial de l'année en sélection.

## Palmarès

### Club
- Dhofar Club
  - 3 Coupe d'Oman[3] : 1994-1995, 1999-2000, 2006-2007
  - 2 fois finaliste de la Coupe d'Oman : 2002-2003, 2009-2010
  - 3 Championnat d'Oman : 1998-1999, 2000-2001, 2004-2005
  - 2 Supercoupe d'Oman : 1999, 2000
  - 1 fois finaliste de la Coupe des clubs champions du golfe Persique : 1996
- Al Sadd
  - 1 Coupe Crown Prince de Qatar : 2002-2003
  - 1 Coupe du Qatar : 2002-2003

### Sélection
- Oman
  - Meilleur buteur de l'histoire de la sélection
  - Meilleur buteur mondial de l'année en sélection en 2001 (22 buts)[2]
  - Meilleur buteur de la Coupe du Golf des nations 2003